# آدم مولر
آدم مولر (بالألمانية: Adam Müller von Nitterdorf)‏ (و. 1779 – 1829 م) هو كاتِب، وفيلسوف، وعالم اقتصاد، وناقد أدبي، من ألمانيا، ولد في برلين، توفي في فيينا، عن عمر يناهز 50 عاماً.

## روابط خارجية
- آدم مولر على موقع الموسوعة البريطانية (الإنجليزية)